# 시드니 중국식 정원

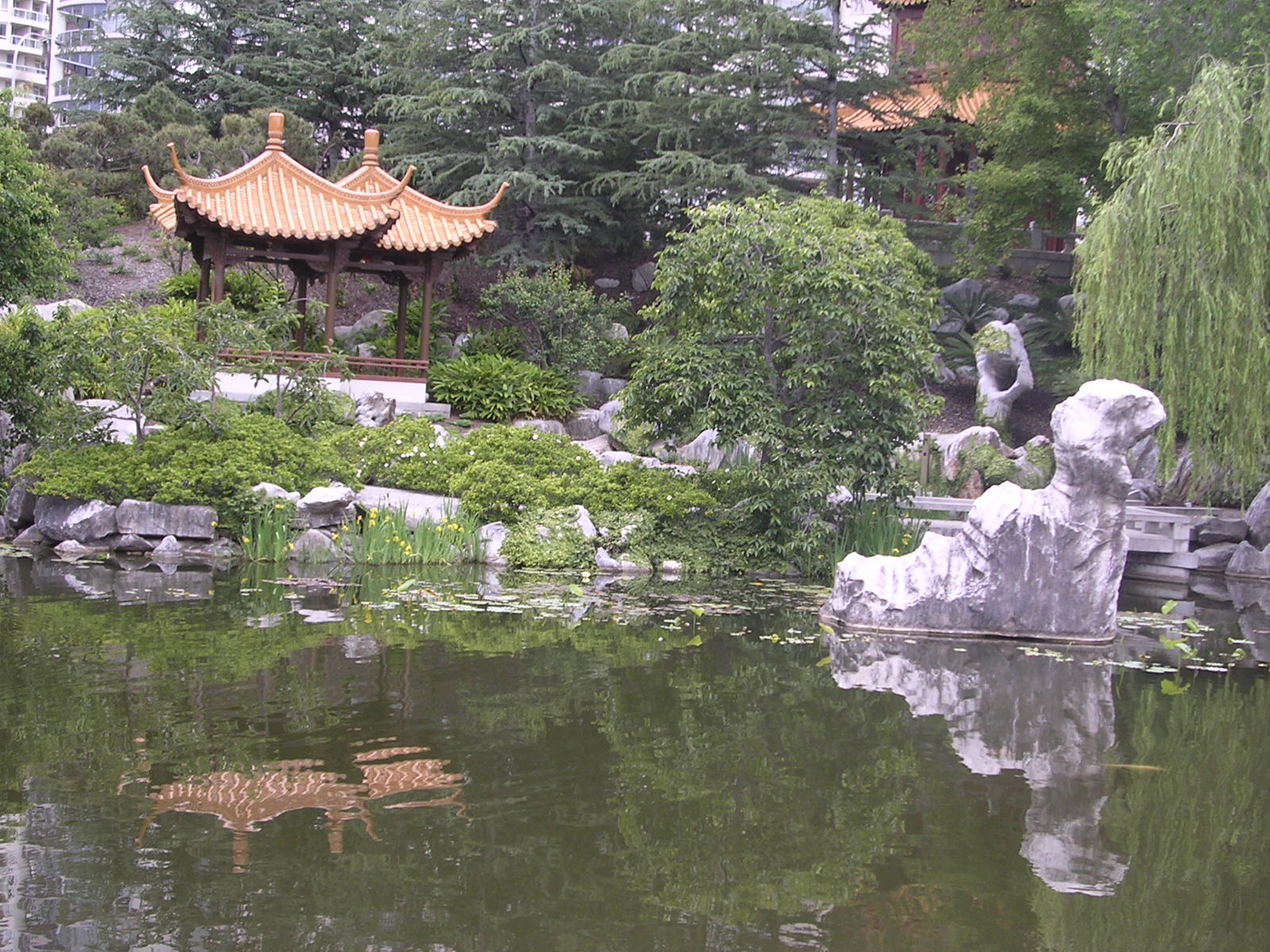
시드니 중국식 정원

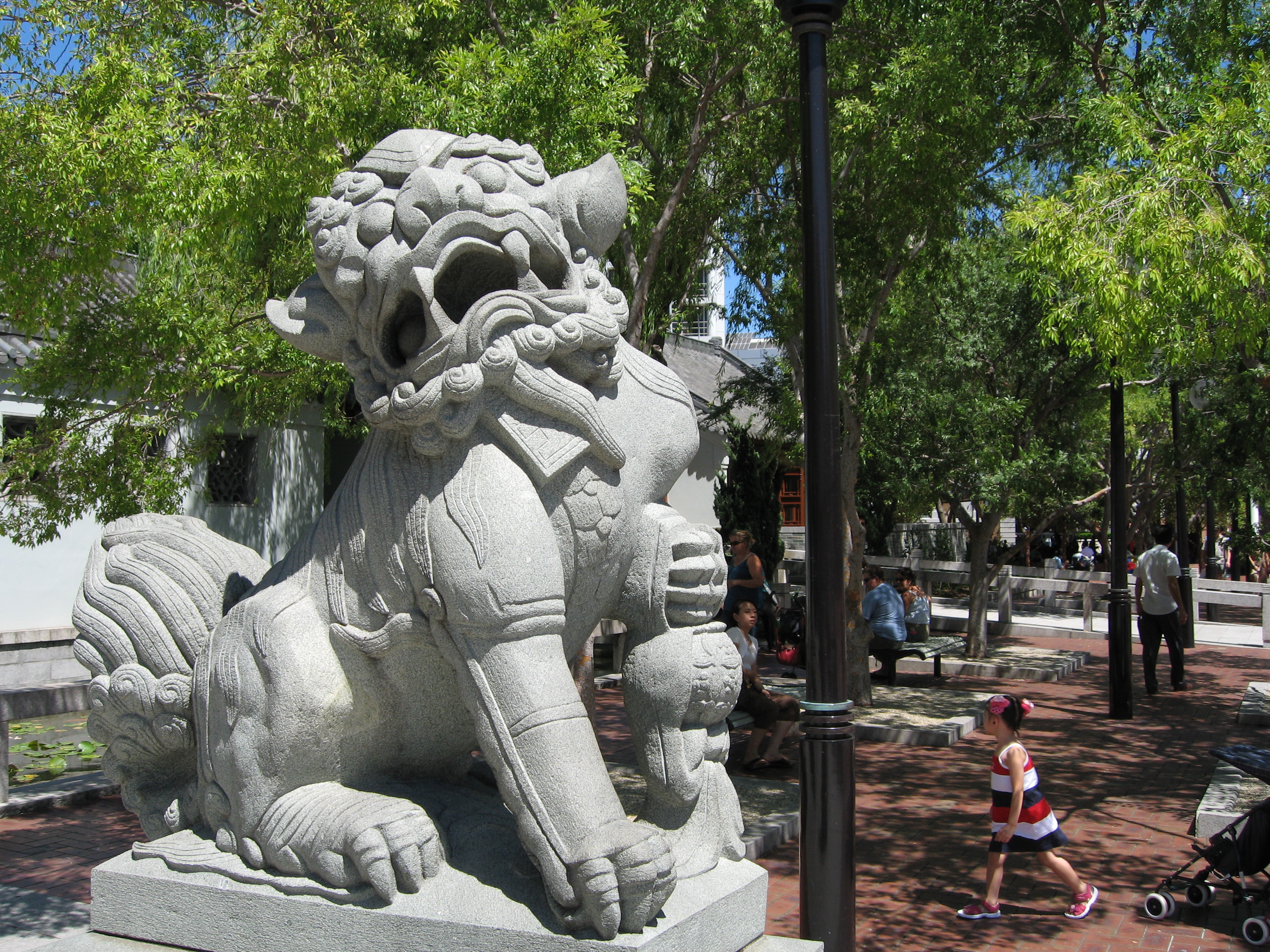
정원 입구의 석상

시드니 중국식 정원(Chinese Garden of Friendship)은 오스트레일리아 뉴사우스웨일스주 시드니 차이나 타운 근처의 달링 하버에 위치한 중국식 정원이다. 전형적인 명나라의 개인 정원의 형태를 띠고 있어 중국의 역사적 유산과 문화를 느낄 수 있다.

## 역사
시드니 중국식 정원은 시드니와 자매 결연을 맺고 있는 중국의 광저우 시에 의해 고안되었다. 시드니 도시 개척 200주년을 기념해 1988년 완공되었으며, 중국의 문화가 반영되어 조성 된 차이나 타운과 더불어 중국과 오스트레일리아의 유대를 강화한다는 의미에서 Chinese Garden of Friendship 이라 이름 붙여졌다.

## 특징
그 어떤 곳에서도 한눈에 정원을 전부 볼 수는 없다. 정원 내부에는 시드니와 광저우의 유대성을 상징하는 용무늬가 새겨진 벽이 곳곳에 존재한다. 또한 중국의 전통 차를 맛볼 수 있는 공간도 마련되어 있다.

## 같이 보기
- (영어) 세계 여러곳에 위치한 중국식 정원